# Dermojayan
Dermojayan is een bestuurslaag in het regentschap Blitar van de provincie Oost-Java, Indonesië. Dermojayan telt 3716 inwoners (volkstelling 2010).